# 东方红水库 (海伦)
东方红水库，位于中华人民共和国黑龙江省海伦市北部双录林场，是扎音河上游的一座大型水库。所在区域以东方红水库地区之名列为海伦市的一个类似乡级单位。
水库工程于1958年开工，1965年竣工运行。水库是一座以防洪、灌溉为主，兼有城镇供水、养鱼、发电等综合利用功能。坝址以上集水面积522平方千米，校核洪水位库容2.13亿立方米，正常蓄水位库容0.90亿立方米。水库主坝为均质坝，长520米，最大坝高19.54米，坝顶宽6米。坝后式厂房电站装有250千瓦卧式发电机组两台，设计年均发电量183万千瓦时。东方红水库是海伦市最大的水田灌区-东方红灌区的水源，有效灌溉面积0.75万公顷。此外，水库每年还向海伦市区供水300万吨。

## 行政区划
东方红水库下辖以下单位：
东方红水库地区虚拟生活区。